# Conostigmus dessarti
Conostigmus dessarti (лат.) — вид наездников из семейства Megaspilidae отряда Перепончатокрылые насекомые. Неарктика. Назван в честь крупного бельгийского таксономиста Paul Dessart (1931—2001), который исследовал Ceraphronoidea с 1962 по 2001 годы.

## Описание
Церафроноидные наездники длиной около 2 мм. От близких видов отличаются следующими признаками: скапус более чем в 5 раз длиннее педицеля; стернаули вытянутые, превышают 3/4 длины мезоплеврона на уровне стернаулей. Усики 11-члениковые. Простые глазки (оцеллии) располагаются в тупоугольном треугольнике. Жгутики антенн самцов нитевидные. Мезоплевры со стернаулями, парапсидальные борозды прямые. Паразитоиды насекомых.